# Condado de Honolulu
O Condado de Honolulu ou Cidade e Condado de Honolulu (em inglês:  City and County of Honolulu) é um dos cinco condados do estado americano do Havaí. A sede do condado é Honolulu, que é também a sua maior cidade. Foi fundado em 30 de abril de 1907.
O condado tem uma área de 5 512 km², dos quais 1 556 km² estão cobertos por terra e 3 956 km² por água, sobretudo águas oceânicas, uma população de 953 207 habitantes, e uma densidade populacional de 612,6 hab/km² (segundo o censo nacional de 2010). É o condado mais populoso do Havaí, e o 43º mais populoso dos Estados Unidos.

## Galeria de imagens

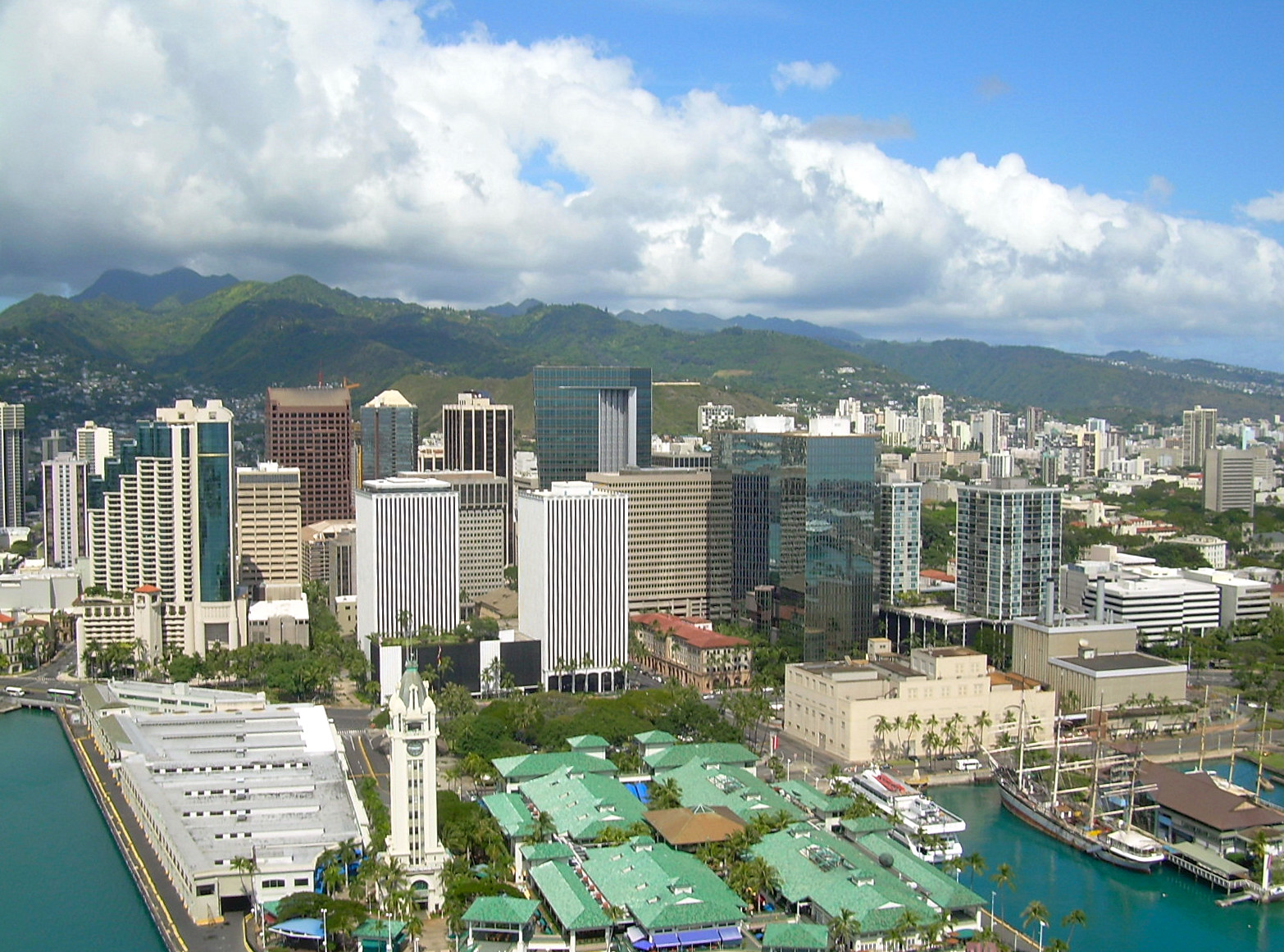
Panorama do centro de Honolulu, sede do condado de Honolulu